# Hygrotus sellatus
Hygrotus sellatus är en skalbaggsart som först beskrevs av Leconte 1866.  Hygrotus sellatus ingår i släktet Hygrotus och familjen dykare. Inga underarter finns listade i Catalogue of Life.